# Mount Remington
Mount Remington är ett berg i Antarktis. Det ligger i Östantarktis. Nya Zeeland gör anspråk på området. Toppen på Mount Remington är 1 775 meter över havet, eller 433 meter över den omgivande terrängen. Bredden vid basen är 2,8 km.
Terrängen runt Mount Remington är kuperad åt nordost, men åt sydväst är den platt. Trakten är obefolkad. Det finns inga samhällen i närheten.